# فرودگاه کامندنتی فاپ جرمان آریاس گرازیانی
فرودگاه کامندنتی فاپ جرمان آریاس گرازیانی (به انگلیسی: Comandante FAP Germán Arias Graziani Airport) یک فرودگاه همگانی با کد یاتا ATA است که یک باند فرود آسفالت دارد و طول باند آن ۳۰۵۰ متر است. این فرودگاه در کشور پرو قرار دارد و در ارتفاع ۲۷۷۳ متری از سطح دریا واقع شده‌است.

## شرکت‌های هواپیمایی و مقصدهای پروازی
| شرکت‌های هواپیمایی | مقصدهای پروازی |
| ----------------- | -------------- |
| LC Perú           | خورخه چاوز     |